# جبل أمانا
جبل أمانا (بالعبرية: אֲמָנָה ، وتُنطق:a-mā'na, a-mä'na, uh-may'nuh): هو الاسم القديم لجبال جبال لبنان الشرقية الجنوبية.

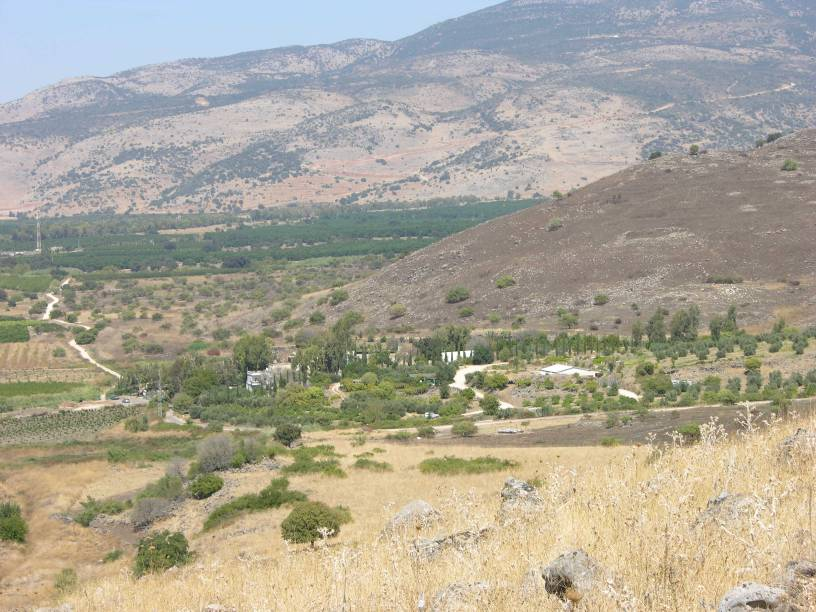
إطلالة على جبال لبنان من الجليل الأعلى

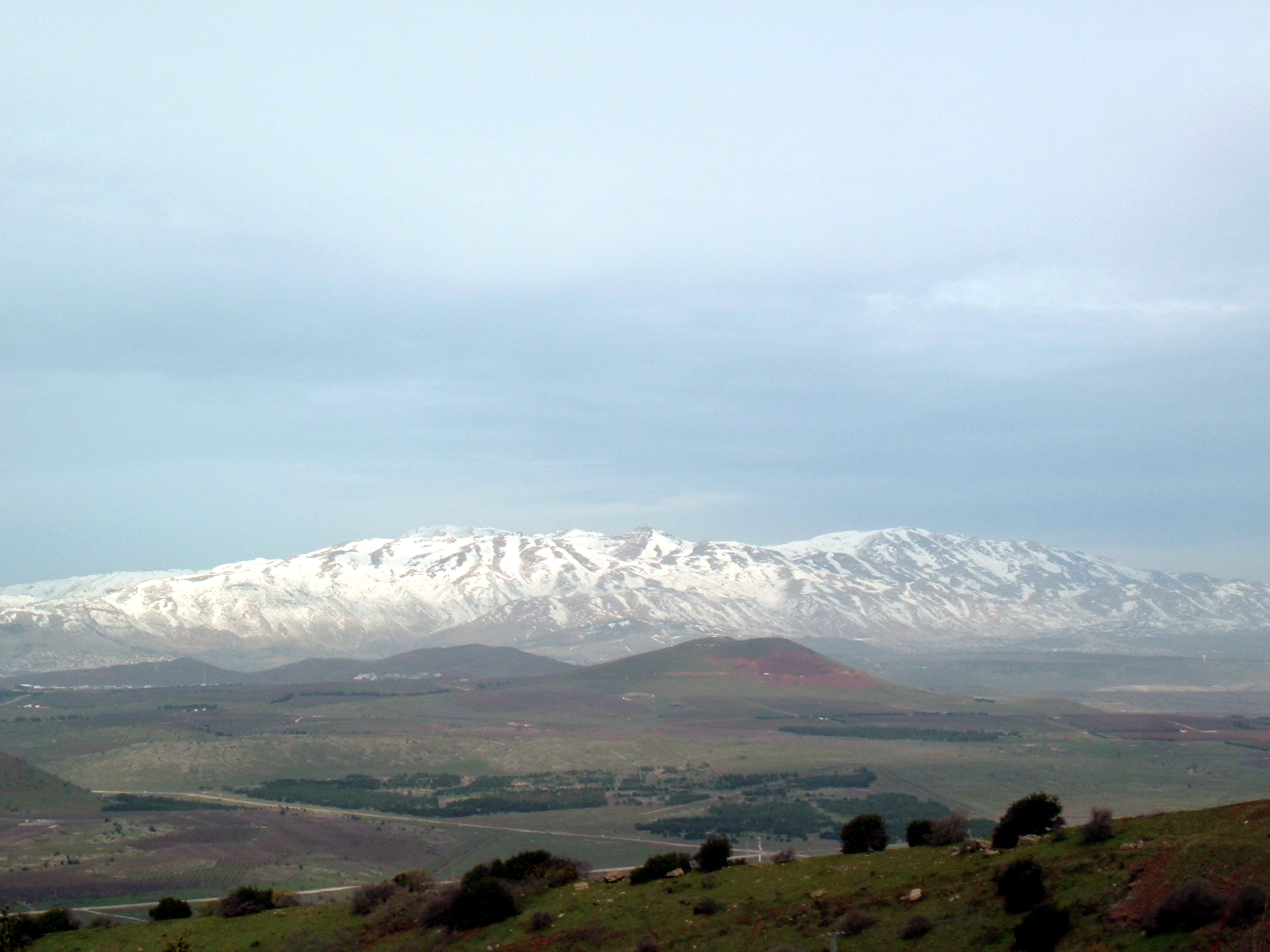
جبل حرمون أو جبل الشيخ

## جغرافية
يقع جبل أمانا في الطرف الجنوبي لجبال لبنان الشرقية، بالقرب من منبع نهر أبانا(Abana). حدد بول هاوبت هذا الجبل بأنه جبل الزبداني، شمال غرب دمشق.
غالبًا ما يتم الخلط بين جبل أمانا وجبال الأمانوس، المعروف أيضًا باسم جبل هور، الواقع في الطرف الشمالي من السهل السوري.

## الإشارات البارزة
تم ذكر جبل أمانة في سفر نشيد الأنشاد(4: 8) إلى جانب لبنان وسنير وجبل الشيخ. سنير وجبل الشيخ وأمانة كلها جبال بارزة في الطرف الشمالي لإسرائيل في جبال لبنان الشرقية. في هذه الحقبة، أشارت لبنان إلى كل من الجبال اللبنانية وجبال لبنان الشرقية دون الإشارة إلى أي قمة معينة. يقول الترجوم في هذه الآية: "إن الساكنين على نهر أمانة يقدمون لك هدية".
"جبال سنير وأمانا" مذكورة أيضًا في كتاب اليوبيلات؛ على أنها تقع ضمن ميراث سام(8:21)، أو بشكل أكثر تحديدًا، أرفخشذ(9:4).
كان وينكلر أول عالم يقترح أن جبل أمانانو(Ammananu)؛المشار إليه في نقوش تغلث فلاسر الثالث؛ يجب أن يُفهم على أنه مطابق لجبل أمانا، وهو ادعاء تم تأكيده من خلال الدراسات الحديثة.
يسجل تاسيتس أنه تم نصب قوس النصر على جبل أمانا(ربما جبل أمانوس) تكريما لـجرمانيكوس بعد وفاته.

## نهر أمانا
في المخطوطات الماسورتية لـلكتاب العبري، يُعطى اسم "أمانا" في هامش 2 Kings 5:12 كقراءة بديلة لـAbana، ويُفضل العلماء المعاصرون قراءة أمانا، بعد الترجوم. ويتدفق هذا النهر عبر دمشق ويعرف حالياً باسم بردى.

## معاني
اسمAmana يعني "ثابت"، "راسخ" "إيمان" "الحقيقة" "التسليم وسرعة التصديق" أو "الرعاية" ترجمت في الترجمة السبعينية إلى: πιστεως وتعني: "الثقة" أو "الولاء" أو "الإخلاص"

## وصلات خارجية
- في سفر نشيد الأنشاد
- في قاموس زوندروفان الكتاب المقدس المصور
- في قاموس إيردمان للكتاب المقدس
- في قاموس إيستون للكتاب المقدس
- في موسوعة الكتاب المقدس القياسية الدولية
- في قاموس كالميت العظيم للكتاب المقدس
- في تفسير خلفية الكتاب المقدس IVP
- جغرافية وصفية وصورة تاريخية مختصرة لفلسطين

1. ↑  eg. Orr 1915، صفحة 113; Robinson 1835، صفحة 51; Schwarz 1850، صفحة 19